# جیا یونگ
جیا یونگ (به انگلیسی: Jia Yong) یک کشتی است که طول آن ۲۲۵ متر (۷۳۸ فوت) و ارتفاع آن ۴۱٫۶۸ متر (۱۳۶ فوت ۹ اینچ) می‌باشد. این کشتی در سال ۱۹۹۳ ساخته شد.